# Museo della guerra bianca in Adamello
Il Museo della guerra bianca in Adamello è un complesso museale con sede a Temù nell'Alta Val Camonica, in provincia di Brescia, e a Colico in provincia di Lecco.

Il museo è dedicato alla conservazione e alla valorizzazione del patrimonio storico-militare derivante della prima guerra mondiale, ed in particolare della cosiddetta guerra bianca in Adamello-Presanella, ovvero il fronte d'alta montagna tra il passo dello Stelvio e il lago di Garda, che caratterizzava una parte del fronte italiano durante la Grande guerra.

## La nascita
Il Museo della guerra bianca è nato tra il 1972 e il 1974 per iniziativa di alcuni privati. Si trattava tuttavia di una apertura provvisoria e solo nel 1984 il museo, collocato nell'antica casèra, aprì le proprie porte al pubblico.

## Le attività
Le attività svolte dal museo riguardano il censimento, il recupero, la catalogazione, la classificazione, la conservazione e l'esposizione dei beni relativi alla guerra Bianca.
Si tratta sia di beni mobili, come ad esempio reperti, manoscritti e fotografie, sia di beni immobili, come strade, sentieri militari e fortificazioni.

## Descrizione
Nella vecchia sede del museo, nelle tre sale erano collocati oggetti e cimeli storici: armi, baracche da ricovero, oggetti di vita sul campo, stufe, coperte.
Nelle sale, collegate da tre lunghi corridoi, erano state esposte al pubblico bandiere, scudi, attrezzature alpinistiche, bombe a mano, oggetti d'uso quotidiano.
La sede del museo è stata trasferita nella piazza del centro di Temù. L'edificio è suddiviso su due piani: al primo piano sono esposti una baracca ricostruita con i materiali originali del conflitto ed un cannone da 75/27 Mod. 1911. Si possono inoltre osservare i tipi di proiettile da cannone utilizzati nella guerra e fotografie originali d'epoca. 

Al piano superiore sono collocate le bacheche con armi, munizioni, divise dei due eserciti e la ricostruzione di una teleferica anch'essa composta con pezzi originali del conflitto.

## I forti di Colico e Fuentes
Dal 2008 grazie alla collaborazione della regione Lombardia, il museo ha preso in carico dal Comune di Colico la gestione di Forte Montecchio Nord, mentre dal 2012 ha avviato la gestione, in accordo con la Provincia di Lecco, del Forte di Fuentes.